# Феррьеро, Бенн
Бенн Тре́вор Феррье́ро (англ. Benn Trevor Ferriero; род. 29 апреля 1987, Бостон, Массачусетс, США) — американский хоккеист, нападающий. Завершил карьеру по окончании сезона 2015/16.

## Карьера

### Студенческая карьера
Феррьеро играл четыре года за студенческую команду «Бостон Колледж Иглз» в NCAA. В своем дебютном году он играл на позиции центрального нападающего, набрав 25 очков в 42 играх. Это помогло ему в конце сезона войти в Сборную молодых звёзд Hockey East. Во время летних каникул Феррьеро был выбран на Драфте НХЛ в 7 раунде под общим 196-м номером клубом «Финикс Койотс».
В следующем году он смог увеличить свою результативность, заработав уже 46 (23+23) очков. Он закончил сезон в качестве третьего бомбардира команды, тем самым сыграл ключевую роль в победе команды в чемпионате Hockey East.
Сезон 2007/08 лично для Феррьеро стал не столь успешным, как предыдущий, так как он набрал на четыре очка меньше, чем годом ранее. Зато он вместе с командой праздновал победу в трёх турнирах. Кроме победы на турнире «Бинпот» и защиты титула чемпиона Hockey East, «Гоферс» выиграли и турнир NCAA Championship. Феррьеро вошёл в Сборную всех звёзд турнира NCAA.
На своем последнем курсе колледжа в сезоне 2008/09 он набрал только 26 очков в 37 играх. «Бостон» по итогам сезона не сумел завоевать ни одного трофея.

### «Сан-Хосе Шаркс»
После окончания колледжа Феррьеро не сумел достигнуть согласия по профессиональному контракту с «Финикс Койотс», который выбрал его на драфте тремя годами ранее. По мнению различных СМИ, большую роль в этом сыграла возможная смена собственника в «Койотс». «Сан-Хосе Шаркс» взяли его свободным агентом, подписав с ним контракт 1 сентября. В предсезонном тренировочном лагере «акул» Феррьеро набрал пять очков в пяти матчах, что повлияло на решение тренера оставить его в основе. 1 октября 2009 года Бенн дебютаровал в НХЛ в матче против «Колорадо Эвеланш». Он забросил свою первую шайбу в НХЛ уже во второй игре, поразив ворота Йонаса Хиллера из «Анахайма». Всего в сезоне в составе «Шаркс» Феррьеро провёл 24 игры, набрав 5 очков за результативность. Большую часть сезона он провёл в фарм-клубе «Сан-Хосе» в АХЛ «Вустер Шаркс». Там он показал высокую результативность, набрав 56 очков в 69 играх.
Сезон 2010/11 Бенн провёл чередуя игры в АХЛ и НХЛ. За «Сан-Хосе» он сыграл 33 матча в регулярном сезоне, набрав 9 (5+4) очков. В свой 24-й день рождения Феррьеро дали провести свой первый матч в плей-офф Кубка Стэнли. В этой игре он сумел забить свой первый карьерный гол в плей-офф НХЛ, который к тому же стал победным в матче с «Детройтом».
Сезон 2011/12 Феррьеро начинал в «Вустере», сумев в 20 матчах набрать 20 очков. Игра за «Сан-Хосе» была менее результативной, в 35 матчах лишь 8 (7+1) очков.

### «Питтсбург Пингвинз»
В межсезонье, после трёх сезонов проведённых в «Сан-Хосе», Бенн подписал однолетнее соглашение с «Питтсбург Пингвинз». Сезон 2012/13 Феррьеро начнет в фарм-клубе «пингвинов» в АХЛ «Уилкс-Барре/Скрэнтон Пингвинз».

### «Нью-Йорк Рейнджерс»
24 января 2013 года Нью-Йорк Рейнджерс и Питтсбург Пингвинз обменяли Бенна Феррьеро на Чада Коларика.

### Международная карьера
В 2005 году Феррьеро представлял сборную США на юниорском чемпионате мира в Чехии. Команда выиграла золотые медали, одолев в финале сборную Канады — 5:1. В шести матчах турнира Феррьеро забросил одну шайбу и отдал три результативных передачи.

## Статистика
| Легенда | Легенда                    | Легенда | Легенда                   | Легенда | Легенда    |
| ------- | -------------------------- | ------- | ------------------------- | ------- | ---------- |
| И       | Количество проведённых игр | Штр     | Штрафное время            | +/−     | Плюс-минус |
| Г       | Голы                       | П       | Голевые передачи          | О       | Очки       |
| -       | Статистика неизвестна      | —       | Статистика не учитывалась |         |            |

## Достижения

### Командные
| Год        | Команда             | Достижение                            | Достижение |
| ---------- | ------------------- | ------------------------------------- | ---------- |
| 2005       | США (юниор.)        | Победитель юниорского чемпионата мира |            |
| 2007, 2008 | Бостон Колледж Иглз | Чемпион Hockey East (2)               |            |
| 2008       | Бостон Колледж Иглз | Победитель турнира NCAA Championship  |            |
| 2016       | Ред Булл Зальцбург  | Чемпион Австрии                       |            |

### Личные
| Год  | Команда             | Достижение                                                  | Достижение |
| ---- | ------------------- | ----------------------------------------------------------- | ---------- |
| 2006 | Бостон Колледж Иглз | Попадание в Сборную молодых звёзд Hockey East               |            |
| 2008 | Бостон Колледж Иглз | Попадание в Символическую сборную турнира NCAA Championship |            |